# El árbol navideño y la boda
El árbol navideño y la boda (en ruso Ёлка и свадьба) es un relato corto escrito por Fiódor Dostoyevski en 1848. Está narrado en primera persona por un narrador que participa de los hechos. Esta narración realista hace uso de la ironía para acentuar la crítica social a las costumbres rusas de la época, que el autor realiza a partir de una fiesta de Navidad a la que acude cinco años antes del relato.

## Argumento
El narrador comienza su relato comentando que hace un par de días asistió a una boda, pero entonces se interrumpe y explica que a propósito de eso, debe hablar de una fiesta de Navidad a la que fue invitado cinco años atrás por Filipp Aleksiéyevich. La fiesta era presuntamente un baile infantil, pero el narrador explica que servía de excusa para que los ricos miembros de la comunidad se juntaran a discutir sus asuntos. Como conocía a pocos invitados y no disfrutaba demasiado de las charlas de los adultos, el narrador se dedicó a observar el accionar de la gente durante la fiesta, prestando atención a los juegos de los niños, a un invitado poco distinguido que se hallaba en la misma posición que él y al acaudalado Yulián Mastakóvich, uno de los personajes más celebrados en la fiesta.
Los pequeños recibieron sus regalos de acuerdo a la posición social. La bella hija de un comerciante que había apartado trescientos mil rublos para su dote fue regalada con la muñeca más bonita y costosa, mientras que el muchacho más pobre, el hijo del aya de los niños de Filipp Aleksiéyevich, recibió de regalo un libro sin ilustraciones. Tras haber sido rechazado reiteradamente por los muchachos más acaudalados, este chico se recluyó en la habitación donde se había encerrado la pequeña beldad, y ambos terminan jugando con la muñeca.
Mientras tanto, Julián Mastakóvich también se separó de la multitud que charlaba en el salón. El importante caballero había calculado que a la edad de contraer casamiento la bella hija del comerciante tendría una fortuna de medio millón de rublos, y atraído por el dinero, se acercó a la pequeña para darle un beso en la cabeza y tratar de conquistar su afecto. Amedrentada por el accionar del señor, la niña buscó ayuda en su compañero de juegos, a quien Julián Mastakóvich intentó ahuyentar y hacer comprender su posición social. Los reclamos de la niña y las voces que se escuchaban junto a la puerta de la habitación provocaron que Julián Mastakóvich y el niño abandonaran la habitación. 
La vergüenza y la furia sentidas por el señor terminaron dando lugar a una escena ridícula en la que el alto caballero persiguió y mortificó al muchacho hasta que este se escondió bajo una mesa para no ser alcanzado. Ante esta escena, el narrador cuenta que se echó a reír y que no pudo evitar hacer un comentario indirecto sobre las intenciones de Julián Mastakóvich cuando este adulaba a los padres de la niña rica y era aplaudido por todos. Este acotación fue acogida con contrariedad por los otros huéspedes, que no hicieron demasiado caso del asunto.
El narrador vuelve a hablar sobre la boda que mencionara al principio, la cual se celebró entre una joven bella con una gran dote y un individuo importante, a quien tardó en reconocer. El narrador termina su relato contando que al comprender que Julián Mastakóvich había conseguido sus objetivos y al observar la tristeza en los ojos de la novia, abandonó la fiesta con disgusto.